# 東小国村
東小国村（ひがしおぐにむら）は、かつて山形県最上郡にあった村。

## 沿革
- 1889年（明治22年）4月1日 - 町村制施行に伴い最上郡向町村、黒沢村、本城村、富沢村、堺田村、南沢村、東法田村が合併し、東小国村が発足。
- 1946年（昭和21年）11月1日 - 一部を分離し最上郡西小国村に編入。
- 1953年（昭和28年）8月1日 - 一部を分離し西小国村に編入。
- 1954年（昭和29年）9月1日 - 最上郡西小国村と合併し、町制施行して最上町となり消滅。